# Semaprochilodus brama
Semaprochilodus brama es una especie de pez de la familia Prochilodontidae en el orden de los Characiformes.

## Morfología
Los machos pueden llegar alcanzar los 28 cm de longitud total.

## Hábitat
Es un pez de agua dulce y de  clima subtropical.

## Distribución geográfica
Se encuentran en Sudamérica:  cuencas de los ríos  Tocantins y  Xingu en Brasil.